# Diodora apertura
Diodora apertura är en snäckart. Diodora apertura ingår i släktet Diodora och familjen nyckelhålssnäckor. Inga underarter finns listade i Catalogue of Life.